# Aeroportul Smyrna
Aeroportul Smyrna (IATA: MQY, ICAO: KMQY, FAA LID: MQY) este un aeroport din Tennessee, Statele Unite ale Americii ce deservește zona Smyrna⁠(d). Aeroportul a fost tranzitat în 2019 de 3.876 de pasageri. A fost numit după zona deservită.
Situat la o altitudine de 166 m, aeroportul dispune de 2 piste.

## Infrastructură

### Piste
Aeroportul dispune de 2 piste. Pista 01/19 are suprafața de asfalt și dimensiunile 5.546 picioare × 100 picioare. Pista 14/32 are suprafața de asfalt și dimensiunile 8.048 picioare × 150 picioare. 